# Pulicaria collenettei
Pulicaria collenettei là một loài thực vật có hoa trong họ Cúc. Loài này được (Wagenitz & E.Gamal-Eldin) N.Kilian miêu tả khoa học đầu tiên năm 1999.